# Catedral de la Inmaculada Concepción (Brownsville)
La Catedral de la Inmaculada Concepción (en inglés: Immaculate Conception Cathedral) es una iglesia histórica en el 1218 de la calle East Jefferson en Brownsville, Texas, Estados Unidos. Es la iglesia Catedral de la diócesis católica de Brownsville . Fue construida en 1856 y se añadió al Registro Nacional de Lugares Históricos en 1980 como iglesia de la Inmaculada Concepción (Immaculate Conception Church).
Los Misioneros Oblatos de María Inmaculada fueron los primeros sacerdotes en celebrar la misa en el área de Brownsville en 1849. El actual edificio de estilo neogótico fue diseñado por Peter Yves Keralum . Los Oblatos operaba un seminario en la rectoría , que también era un refugio para los sacerdotes que huyeron de las revoluciones en México. El primer obispo católico en residir en la Inmaculada Concepción fue Dominic Manucy que era el Vicariato Apostólico de Brownsville . El Vicariato se convirtió en la diócesis de Corpus Christi en 1912. El 10 de julio de 1965 el Papa Pablo VI estableció la Diócesis de Brownsville de Corpus Christi y la Inmaculada Concepción se convirtió en la catedral madre de la nueva diócesis.